# Halobacterium
В таксономията, Halobacterium е род архебактерии от семейство Halobacteriaceae. Видовете от този род могат да се развиват само в среда с висока концентрация на соли, но също така са способни да използват и алтернативни източници на енергия, като например тази на слънчевата светлина или на окислителното разграждане на веществата.
Клетъчната стена е изградена от гликопротеини. На цвят са червени или лилави. Виреят най-добре при температура на околната среда около 42 °C. В зависимост от условията на растеж тези бактерии могат да осъществяват окислително фосфорилиране, фотофосфорилиране или субстратно фосфорилиране.

## Видове
- Halobacterium jilantaiense
- Halobacterium noricense
- Halobacterium salinarum
- Halobacterium piscisalsi